# Рабаналес
Рабаналес (ісп. Rabanales) — муніципалітет в Іспанії, у складі автономної спільноти Кастилія-і-Леон, у провінції Самора. Населення — 679 осіб (2010).
Муніципалітет розташований на відстані близько 260 км на північний захід від Мадрида, 50 км на північний захід від Самори.
На території муніципалітету розташовані такі населені пункти: (дані про населення за 2010 рік)
- Фрадельйос: 69 осіб
- Грісуела: 114 осіб
- Мательянес: 113 осіб
- Мельянес: 62 особи
- Рабаналес: 273 особи
- Уфонес: 48 осіб

## Демографія
Динаміка населення (INE ):